# Valerio Scanu
Valerio Scanu (La Maddalena, 10 de abril de 1990) es un cantante y letrista italiano. Fue el ganador del Festival de la Canción de San Remo en el 2010 con la canción Per tutte le volte che. Publicó en cuatro años un EP, cuatro álbumes, dos álbumes live (CD y DVD y el otro solamente CD) y catorze sencillos.
La clasificación oficial FIMI certificó sus ventas a más de 195.000 copias.

## Biografía

### Primeros años, programa Amici y álbumesSentimentoyValerio Scanuy giras
Nacido el 10 de abril de 1990 en la isla de La Maddalena, en el Norte de la Cerdeña, en 2002 Scanu participa del programa de televisión "Bravo Bravissimo" y gana el primer premio con
la canción "Cambiare" de Alex Baroni.
En el 2008 participa al talent show "Amici" de María De Filippi y llega a la segunda posición.
El 10 de abril de 2008, la EMI Music lanza el primer Ep de Scanu, Sentimento, que pronto llega a ser su primer disco de oro. Se pública después un video musical de la canción "Dopo di me". Siguen los conciertos en toda Italia. Con la EMI Music Valerio graba Listen de Beyoncé Knowles, con el acuerdo de la cantante. Publicada el 8 de julio de 2009 en los sitios oficiales de música numérica, pronto es su canción fetiche.
El 9 de octubre de 2009 se pública el nuevo EP, titulado Valerio Scanu. Contiene 2 covers (Listen de Beyoncé Knowles y "Could it be magic" de Barry Manilow) y 5 canciones inéditas en inglés y en italiano. Se producen tres videos musicales: dos relativos a "Ricordati di noi" y uno relativo a "Polvere di Stelle". Se organiza entonces una serie de conciertos en Italia.

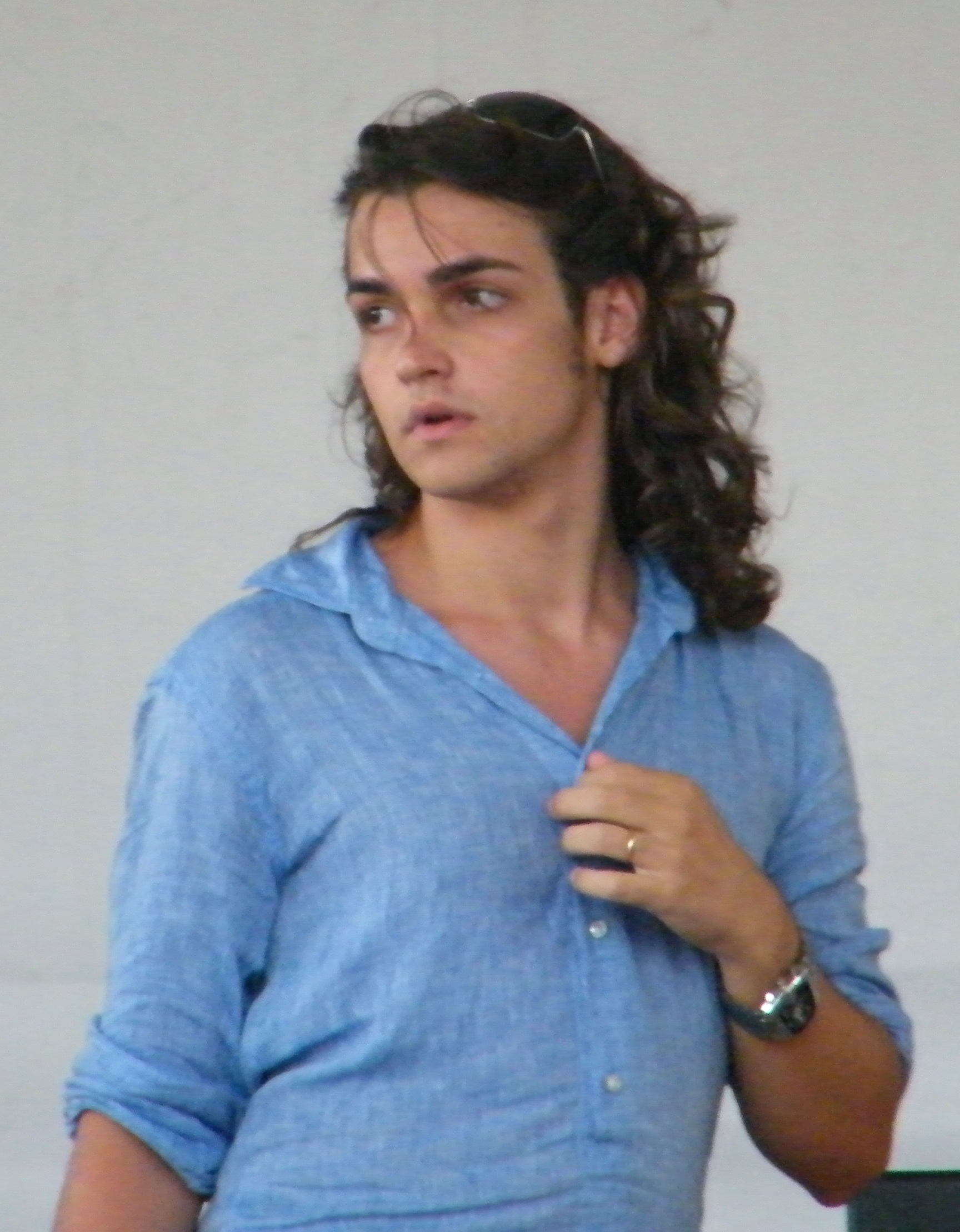
Valerio Scanu en el 2009

### Festival de San Remo, álbumPer tutte le volte chey gira
En el 2010 el cantante participa del Festival de la Canción de San Remo con la canción "Per tutte le volte che…", escrita para él por el joven cantautor Pierdavide Carone. Con esta canción Valerio Scanu gana el Festival. Después produce su nuevo álbum Per tutte le volte che, que pronto es disco de oro (fuente GFK). El sencillo "Per tutte le volte che…" tiene mucho éxito en las descargas de música numérica en los sitios oficiales con 30 000 descargas. De la canción "Per tutte le volte che..." se producen dos videos musicales oficiales. Sigue una gira que toma el título de una frase contenida en la canción que ganó el Festival de la Canción de San Remo: "hacer el amor en todas sus formas, en todos los lugares, en todos los lagos". La gira “In Tutti i Luoghi Tour 2010” se realiza desde abril hasta el final del verano en toda Italia.

### El álbumParto da quiy gira
Durante la gira 2010, Scanu empieza a trabajar a las canciones de su nuevo álbum Parto da qui, publicado el 9 de noviembre de 2010.
El álbum está anunciado por el sencillo “Mio”, también presentado con un video musical oficial. La canción "Parto da qui" que da el título al álbum fue escrita por Scanu mismo, en colaboración con Mario Cianchi en la letra, y con la música de Claudio Guidetti. De la canción "L'amore cambia" se realiza también un video musical. Sigue la gira en muchos lugares de Italia.

### El álbumCosì diversoy gira
El 19 de marzo de 2012 fue publicado el cuarto álbum, titulado Così diverso, anunciado por el sencillo y con el video musical oficial "Amami". El primero de junio de 2012 fue lanzado el segundo sencillo del álbum, "Libera mente" y publicado el video musical oficial. Y el mismo mes empieza el "Così diverso tour", una gira con muchos conciertos, que termina el 17 de diciembre de 2012 con el concierto de Navidad en el Auditorio Parco della Musica de Roma que el joven artista quiere financiar y organizar personalmente.
Desde el mes de febrero de 2013 el cantante empieza una nueva gira, esta vez en acústico - Valerio Scanu Live in Acustico - con conciertos en teatros de Italia y también en Suiza, a Locarno: en este nuevo proyecto muchas de sus canciones tienen arreglos diferentes. En toda la gira Scanu canta para defender a las mujeres víctimas de la violencia.

### El CD-ROM y el DVDValerio Scanu Live in Romacon la NatyLoveYou y nuevos proyectos
El 11 de junio de 2013 el cantante pública Valerio Scanu Live in Roma, el CD-ROM y el DVD de su concierto del 17 de diciembre de 2012 al Auditorio Parco della Musica a Roma. En este concierto cantó canciones de su repertorio y también covers, sobre todo en lengua inglesa, también duetando con sus huéspedes, Ivana Spagna y Silvia Olari. Todo el proyecto fue financiado y organizado por el mismo cantante, con su nueva discográfica, NatyLoveYou, creada por él mismo, después de la rotura del contrato con su discográfica Emi Italia.

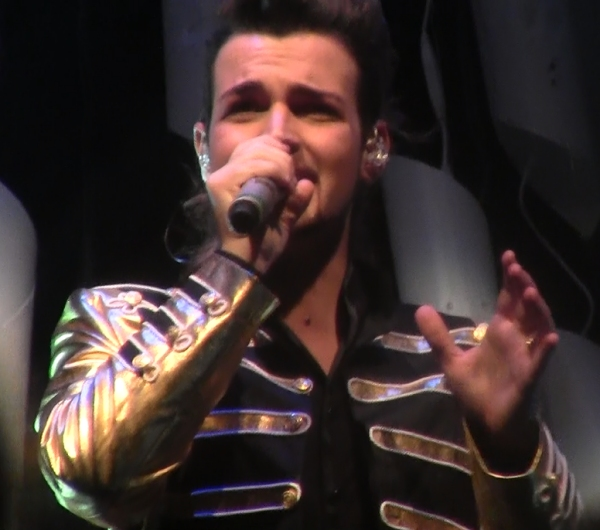
Valerio Scanu - concierto de Roma (Auditorium Parco della Musica) - 15-12-2013

El 15 de diciembre de 2013, después de una gira de conciertos en acústico y otros con todos sus músicos, canta de nuevo al Auditorio Parco della Musica a Roma por su segundo concierto de Navidad, It's Christmas Day: canta casi todas canciones en lengua inglesa, también en duetos con unos cantantes invitados: Antonino Spadaccino, Lisa, Kykah y la cantante lírica Fey Yue. Durante el concierto anuncia la publicación de su próximo sencillo, Sui nostri passi, por el 7 de enero de 2014 y la publicación de su nuevo álbum de canciones inéditas, casi todas escritas por él, por el 28 de enero de 2014.

### El álbumLasciami entrare, gira, Tale e Quale Show y L'Isola dei famosi
El 7 de enero de 2014 el cantante pública el sencillo Sui nostri passi, con la discográfica NatyLoveYou creada por el mismo cantante.
Y el 28 de enero pública el álbum Lasciami entrare, y desde el 18 de enero en la preventa ITUNES (una de las mayoras tiendas de venta de müsica digital) llega en pocas horas a la primera posición de los álbumes.
Desde el mes de marzo el cantante anuncia la fecha de los primeros conciertos de su gira "Lasciami entrare": Ascona, en Suiza: los 7 y 8 de junio de 2014; Londres, en Inglaterra: el 11 de octubre de 2014; Pontresina Saint-Moritz, en Suiza: el 20 de diciembre de 2014.
El 22 de abril el cantante pública el sencillo Lasciami entrare del álbum Lasciami entrare, que en pocas horas llega a la sexta posición en la venta digital de ITUNES. El mismo día pública la versión remix del sencillo. Y de pronto anuncia la fecha del primer concierto de su gira italiana "Lasciami Entrare Live Tour": el 25 de mayo, a Serra de' Conti. El patrocinador de esta gira es Melegatti, uno de los gigantes italianos de la pastelería, para el cual el cantante realiza un vídeo que se pública el 2 de julio en las grandes canales de televisión.
El 26 de junio de 2014 el cantante participa a la Coca Cola Summer Festival 2014 con la canción Lasciami entrare y así puede participar al premio Coca Cola Summer Festival por la canción del verano.
Desde el 12 de septiembre de 2014 el participa al Talent show Tale e Quale Show del canal de la televisión italiana Rai 1, presentado por Carlo Conti. Los concursantes tienen que imitar a cantantes italianos y extranjeros. Imitó sucesivamente a los cantantes siguientes: Francesco Renga con su canción Angelo, Anna Oxa, con la canción Quando nasce un amore, Stevie Wonder, con dos canciones, Overjoyed y Isn’t she lovely, performance premiada como mejor imitación del día., Al Bano con Il Sole, Orietta Berti con Via dei Ciclamini, Giuliano Sangiorgi de los Negramaro con Solo 3 minuti, Bon Jovi con Always, Ornella Vanoni con Una ragione di più, llegando a la segunda posición. En las tres semanas siguientes participan los seis mejores concursantes de las últimas dos edictiones y Valerio presenta a Prince con Purple rain, Cher con Strong enough y Claudio Villa con Un amore così grande, y llegando a la segunda posición en la final.
El 28 de octubre de 2014 el cantante pública el sencillo Parole di Cristallo, el tercero sencillo extraído de su álbum, que de inmediato se convierte en el sencillo más vendito en Itunes, el más importante sitio de venta de música, y sigue siéndolo por 5 días. Está certificado disco de oro por FIMI el 28 de octubre de 2014: buscar la semana 46 del 2014 en la sección de las certificaciones de FIMI.
El 3 de diciembre de 2014 el cantante pública el álbum live It's Xmas Day, con 14 canciones de Navidad que había cantado al concierto de Navidad en el 2013. Dos otras canciones están disponibles por la venta en versión digital.
Desde el 26 de enero de 2015 el cantante participa al programa de televisión "L'isola dei famosi", décima edición, del canal de televisión italiano Canale 5, presentado por Alessia Marcuzzi Decidió de participar para poder financiar sus próximos proyectos discográficos. En la final del programa Valerio logra la cuarta posición.
Desde el mes de mayo de 2015 Valerio canta en conciertos en muchas plazas italianas con su "Valerio Scanu Live 2015".
En el mes de junio de 2015 él participa a la tercera edición del Coca-Cola Summer Festival con su canción Alone, cuarto sencillo de su álbum Lasciami entrare, logrando una nominación al Premio Rtl 102.5 - canzone dell'estate.
Desde el 30 de octubre de 2015 hasta el 20 de noviembre de 2015 él participa al concurso de los 12 mejores imitadores 2014 y 2015 del programa de televisión Tale e Quale Show, adaptación del programa de televisión español Tu cara me suena trasmetida por Rai 1 y presentado por Carlo Conti. Valerio ímita a los cantantes italianos Mango con la canción "Oro" y  Alex Baroni con la canción "Cambiare" , el cantante austríaco Conchita Wurst con la canción Rise Like a Phoenix y finalmente el tenor italiano Luciano Pavarotti con su romanza Nessun dorma, y así gana el concurso . Decide de dar el total de su premio a la Asociación italiana AIDO, que patrocina la donación de órganes.

### De nuevo alFestival de la Canción de San Remo

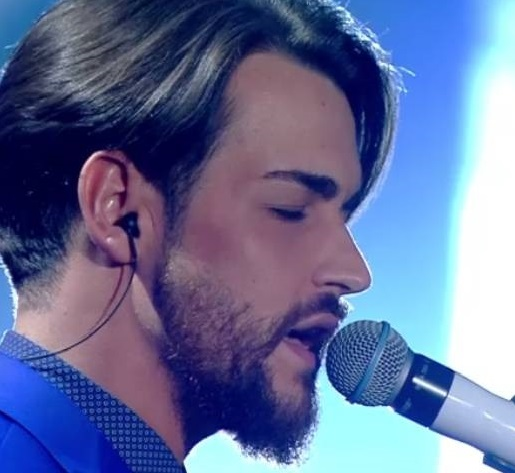
Valerio Scanu canta Io Vivrò al Festival de Sanremo 2016

El 13 de diciembre de 2015 Carlo Conti, presentador del Festival de la Canción de San Remo 2016, anuncia que Valerio Scanu participará con otros 19 cantantes en la categoría de los "campeones" del festival con la canción Finalmente piove, compuesta por el cantautor italiano Fabrizio Moro.
En el mismo festival Valerio Scanu canta la cover Io vivrò (senza te) de Lucio Battisti et Mogol y logra la segunda posición en el concurso de las cover.
En la categoría principal, Valerio recibe un número muy alto de votaciones por teléfono, pero logra sólo la decimotercera posición con su canción Finalmente Piove.
En todo el festival fue dirigido por el maestro Peppe Vessicchio. que fue su primer director en su primer festival de Sanremo, en el 2010.
El 12 de febrero se pública el álbum Finalmente Piove, que ofrece la canción y la cover presentadas a Sanremo y onze otras canziones, de las cuales ocho fueron compuestas por el mismo Valerio con la colaboración de otros músicos o letristas. El álbum, publicado en Itunes, desde su primer día de publicación tiene la primera posición en las ventas de música digital. 
El vídeo oficial de la canción Finalmente Piove está publicado el mismo 12 de febrero.

## Filantropía
Inicia a ocuparse de la esfera social, participando en el 2007 a un espectáculo dónde fueron interpretados los personajes de Notre Dame de Paris, el musical de Riccardo Cocciante.
Después de algunos años, precisamente el 11 de diciembre de 2012, Valerio Scanu recibió el Premio Personalidad europea 2012 durante el Día de Europa.
Ya en diciembre de 2011 participa con otros artistas a un concierto de caridad a Catania en apoyo a las víctimas de las inundaciones en Sicilia.
En el 2012 está elegido como testimonial AVIS para sensibilizar a los jóvenes sobre la importancia de dar la sangre. En una entrevista explica lo que hace:
Voy a donar la sangre una vez al mes (sangre, plasma, plaquetas) y saber que un gesto que cuesta muy poco para mi y que podría salvar una vida hace también que me sienta orgulloso de mí mismo.
En marzo de 2013 revela de haber hecho dos intervenciones de cirugía estética de liposucción, afrontando el asunto en un programa de medicina y cirugía estética en televisión, para sensibilizar sobre los riesgos de estas intervenciones; declaró que su primera intervención no tuvo buen éxito y que tuvo que repetirla una segunda vez.
Siempre en el 2013 Scanu se produce en el  Live en Acústico , gira dedicada a las mujeres que padecen violencia doméstica. Las invita a confiar en las Instituciones denunciando la agresión que padecieron.
. En el final de 2013  participa también al proyecto " Arcu ' e chelu (Arco iris) ", sobre idea de Eugenio Finardi: realización y venta de una compilación para ayudar a la población de la Cerdeña víctima de las inundaciones recientes. El cantante está presente en este álbum con su canción " Parto da qui ", extraída de su álbum Parto da qui. Siempre en diciembre Valerio partícipa con otros artistas a la gala de caridad "Nati Sardi" (nacidos en Cerdeña) al Teatro del Verme de Milán en apoyo de los 60 pueblos de Cerdeña víctimas de las inundaciones.
El 17 de julio de 2014, Valerio participa al partido de fútbol con la Nacional Cantantes Italianos para ayudar la Asociación "La Farfalla Associazione cure palliative Loretta Borzi Onlus" con sus proyectos de ayuda a los niños enfermos de cáncer. El 19 el cantante participa a la pesca del corazón y gana y en la noche participa al partido de fútbol, siempre con la Nacional Cantantes Italianos, para ayudar el hospital pediátrico Meyer de Florencia y la fundación Niccolò Galli.
El 20 de noviembre de 2015, Valerio Scanu gana el concurso de los 12 mejores imitadores 2014 y 2015 del programa de televisión italiana "Tale e Quale Show" y dona el total de su premio a la Asociación italiana AIDO, que patrocina la donación de órganes.

## Discografía
- 2009 - Sentimento
- 2009 - Valerio Scanu
- 2010 - Per tutte le volte che
- 2010 - Parto da qui
- 2012 - Così diverso
- 2013 - Valerio Scanu Live in Roma
- 2014 - Lasciami entrare
- 2014 - It's Xmas Day
- 2016 - Finalmente Piove

## Giras
- Sentimento tour (2009)
- Valerio Scanu tour (2009-2010)
- In tutti i luoghi tour (2010)
- Parto da qui tour (2011)
- Così diverso tour (2012)
- Live in Acustico (2013)
- Lasciami Entrare Live Tour (2014)

### Otras giras y festival
Giras italianas con la participación del cantante a unas fechas.
2009
- Amici tour[41]
- Total Request Live On Tour (4 étapes)[42]

2010
- O' Scià - VIII edición

2011
- Nokia Amici In tour (huésped a Trinitapoli)[43]

2012
- Radio cuore tour[44]
- Ciccio Riccio in Tour[45]

2013
- Radio Italia Anni 60 live tour[46]